# Saligny-sur-Roudon
Pour les articles homonymes, voir Saligny.
Saligny-sur-Roudon est une commune française rurale, située dans le département de l'Allier, en région Auvergne-Rhône-Alpes. Elle comptait 648 habitants au recensement de 2022, appelés les Salignois et les Salignoises.

## Géographie
Commune du canton de Dompierre-sur-Besbre, Saligny-sur-Roudon est située au centre-est du département de l'Allier à 40 km à l'est-sud-est de la préfecture Moulins. La commune fait partie des Basses Marches du Bourbonnais.
Elle est traversée par deux rivières, le Roudon et le Balinet, qui se jette dans le Roudon au lieu-dit la Cropte.
Ses communes limitrophes sont :
| Dompierre-sur-Besbre             | Diou               | Pierrefitte-sur-Loire |
| Saint-Pourçain-sur-Besbre Vaumas | Saligny-sur-Roudon | Coulanges             |
| Saint-Léon                       | Liernolles         | Monétay-sur-Loire     |

### Climat
Pour des articles plus généraux, voir Climat d'Auvergne-Rhône-Alpes et Climat de l'Allier.
En 2010, le climat de la commune est de type climat océanique dégradé des plaines du Centre et du Nord, selon une étude du CNRS s'appuyant sur une série de données couvrant la période 1971-2000. En 2020, Météo-France publie une typologie des climats de la France métropolitaine dans laquelle la commune est exposée à un climat océanique altéré et est dans la région climatique Centre et contreforts nord du Massif Central, caractérisée par un air sec en été et un bon ensoleillement.
Pour la période 1971-2000, la température annuelle moyenne est de 11,1 °C, avec une amplitude thermique annuelle de 16,6 °C. Le cumul annuel moyen de précipitations est de 798 mm, avec 11,3 jours de précipitations en janvier et 7,4 jours en juillet. Pour la période 1991-2020, la température moyenne annuelle observée sur la station météorologique de Météo-France la plus proche, sur la commune de Diou à 7 km à vol d'oiseau, est de 12,1 °C et le cumul annuel moyen de précipitations est de 818,9 mm,. Pour l'avenir, les paramètres climatiques de la commune estimés pour 2050 selon différents scénarios d'émission de gaz à effet de serre sont consultables sur un site dédié publié par Météo-France en novembre 2022.

## Urbanisme

### Typologie
Au 1er janvier 2024, Saligny-sur-Roudon est catégorisée commune rurale à habitat très dispersé, selon la nouvelle grille communale de densité à 7 niveaux définie par l'Insee en 2022.
Elle est située hors unité urbaine et hors attraction des villes,.

### Occupation des sols

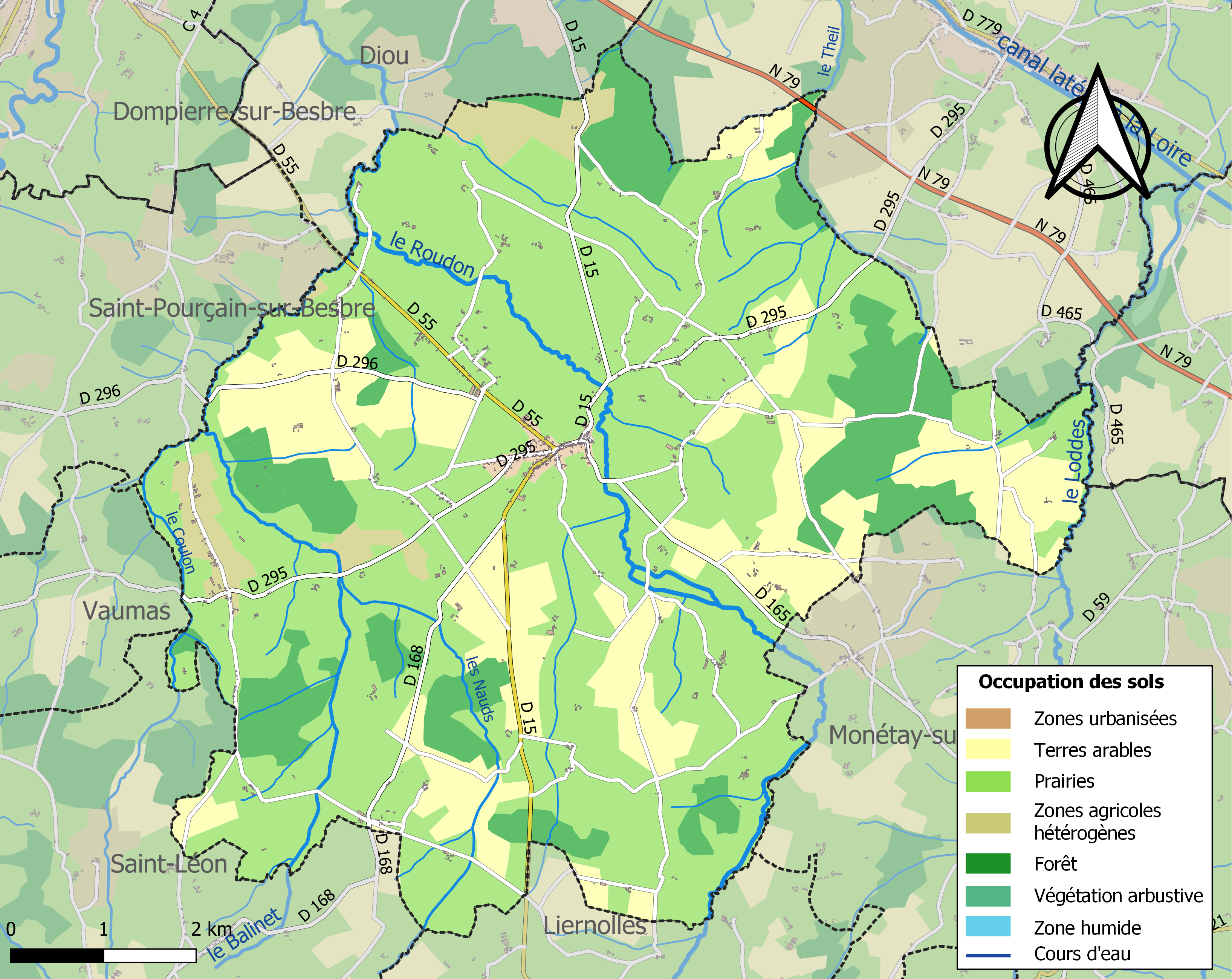
Carte des infrastructures et de l'occupation des sols de la commune en 2018 (CLC).

L'occupation des sols de la commune, telle qu'elle ressort de la base de données européenne d’occupation biophysique des sols Corine Land Cover (CLC), est marquée par l'importance des territoires agricoles (86,1 % en 2018), une proportion sensiblement équivalente à celle de 1990 (86,2 %). La répartition détaillée en 2018 est la suivante : prairies (63,3 %), terres arables (19,5 %), forêts (13,2 %), zones agricoles hétérogènes (3,3 %), zones urbanisées (0,6 %).
L'IGN met par ailleurs à disposition un outil en ligne permettant de comparer l'évolution dans le temps de l'occupation des sols de la commune (ou de territoires à des échelles différentes). Plusieurs époques sont accessibles sous forme de cartes ou photos aériennes : la carte de Cassini (XVIIIe siècle), la carte d'état-major (1820-1866) et la période actuelle (1950 à aujourd'hui).

## Politique et administration

### Découpage territorial
Par arrêté préfectoral du 2 janvier 2024, la commune est retirée le 1er janvier 2024 de l'arrondissement de Moulins et rattachée à l'arrondissement de Vichy.

### Liste des maires
| Période                                  | Période                         | Identité          | Étiquette | Qualité                              |
| ---------------------------------------- | ------------------------------- | ----------------- | --------- | ------------------------------------ |
| Les données manquantes sont à compléter. |                                 |                   |           |                                      |
| ?                                        | 1941                            | François Arnould  |           | Révoqué par le Gouvernement de Vichy |
| avant 1995                               | mars 2008                       | Roger Bardet      |           |                                      |
| mars 2008                                | mars 2014                       | Jean-Marc Veniant | DVD       |                                      |
| mars 2014                                | mai 2020                        | Daniel Baheux     |           | Retraité                             |
| mai 2020                                 | En cours (au 24 septembre 2022) | Jean-Luc Marquant |           | Retraité cadre dirigeant             |

## Population et société

### Démographie
Les habitants de la commune sont appelés les Salignois et les Salignoises.
L'évolution du nombre d'habitants est connue à travers les recensements de la population effectués dans la commune depuis 1793. Pour les communes de moins de 10 000 habitants, une enquête de recensement portant sur toute la population est réalisée tous les cinq ans, les populations de référence des années intermédiaires étant quant à elles estimées par interpolation ou extrapolation. Pour la commune, le premier recensement exhaustif entrant dans le cadre du nouveau dispositif a été réalisé en 2007.

En 2022, la commune comptait 648 habitants, en évolution de −5,68 % par rapport à 2016 (Allier : −1,38 %, France hors Mayotte : +2,11 %).
| 1793  | 1800  | 1806  | 1821  | 1831  | 1836  | 1841  | 1846  | 1851  |
| ----- | ----- | ----- | ----- | ----- | ----- | ----- | ----- | ----- |
| 1 242 | 1 202 | 1 193 | 1 279 | 1 452 | 1 534 | 1 485 | 1 509 | 1 517 |

| 1856  | 1861  | 1866  | 1872  | 1876  | 1881  | 1886  | 1891  | 1896  |
| ----- | ----- | ----- | ----- | ----- | ----- | ----- | ----- | ----- |
| 1 508 | 1 576 | 1 619 | 1 652 | 1 700 | 1 845 | 1 901 | 1 833 | 1 849 |

| 1901  | 1906  | 1911  | 1921  | 1926  | 1931  | 1936  | 1946  | 1954  |
| ----- | ----- | ----- | ----- | ----- | ----- | ----- | ----- | ----- |
| 1 773 | 1 745 | 1 643 | 1 404 | 1 370 | 1 353 | 1 289 | 1 270 | 1 146 |

| 1962  | 1968  | 1975 | 1982 | 1990 | 1999 | 2006 | 2007 | 2012 |
| ----- | ----- | ---- | ---- | ---- | ---- | ---- | ---- | ---- |
| 1 101 | 1 093 | 992  | 906  | 811  | 766  | 806  | 810  | 723  |

| 2017 | 2022 | - | - | - | - | - | - | - |
| ---- | ---- | - | - | - | - | - | - | - |
| 681  | 648  | - | - | - | - | - | - | - |

## Culture locale et patrimoine

### Lieux et monuments
- Château de Saligny des XIVe, XVe et XVIe siècles, restauré en 1604. Il est inscrit aux monuments historiques[23] et ne se visite pas, mais il est bien visible de la route qui longe les douves. Il appartient à la famille de Bartillat depuis 1834[24]. L'édifice se présente sous la forme d'une enceinte quadrangulaire que domine un haut donjon cylindrique couronné de mâchicoulis. On y accède par une tour-porte qui commandait un pont-levis[25].
- Château de la Varenne.
- Église Saint-Martin de Saligny-sur-Roudon.

### Personnalités liées à la commune
- Christian de Bartillat y est né en 1930.

### Héraldique
|  | Les armes de la commune se blasonnent ainsi : Tiercé en pairle au 1er de gueules à la tour d'or ouverte ajourée et maçonnée de sable, au 2e d'argent aux deux fasces ondées de gueules, au 3e de sinople au cheval effrayé d'argent. |